# Consumer Broadband and Digital Television Promotion Act
Consumer Broadband and Digital Television Promotion Act – w skrócie CBDTPA (dawniej SSSCA - Security Systems Standards and Certification Act) - przedstawiony w Kongresie USA w 2002 roku projekt ustawy, która - jeśli zostałaby wprowadzona - zabraniałaby sprzedaży i produkcji na terenie Stanów Zjednoczonych jakiegokolwiek sprzętu elektronicznego, który nie posiadałby wbudowanych układów Digital Right Management, które ograniczałyby prawa użytkownika do korzystania i kopiowania cyfrowej zawartości, zależnie od życzeń producenta tej zawartości. Ścisłe wytyczne dotyczące funkcji modułów DRM ma ustalić amerykański Kongres, korzystając z usług firm trzecich.
Nad ustawą pracują senatorowie Fritz Hollins i Ted Stevens, a w pracy aktywnie wspomaga ich wytwórnia Walta Disneya.